# Miguel Busquets
Miguel Busquets Terrasa (* 15. Oktober 1920; † 24. Dezember 2002) war ein chilenischer Fußballspieler. Er nahm mit der chilenischen Nationalmannschaft an der Fußball-Weltmeisterschaft 1950 teil.

## Karriere

### Verein
Busquets verbrachte den Großteil seiner Laufbahn als Profifußballer bei CF Universidad de Chile. In seiner ersten Saison 1940 bestritt er sieben von 18 Spielen und gewann mit seinem Klub die Meisterschaft. 1952 beendete er seine Spielerkarriere.

### Nationalmannschaft
Am 24. Januar 1945 debütierte Busquets vor heimischem Publikum beim Campeonato Sudamericano 1945 im Spiel gegen Bolivien in der chilenischen Nationalmannschaft. Ebenso stand er beim Campeonato Sudamericano 1947 und 1949 im chilenischen Aufgebot.
Bei der Fußball-Weltmeisterschaft 1950 in Brasilien wurde Busquets ebenfalls in den chilenischen Kader berufen. Dabei kam er in allen drei Spielen seiner Mannschaft zum Einsatz. Chile schied als Gruppendritter nach der Vorrunde aus dem Turnier aus.
Insgesamt bestritt Busquets 18 Länderspiele, in denen er ohne Torerfolg blieb.

## Erfolge
- Chilenische Meisterschaft: 1940